# مخطط قطر

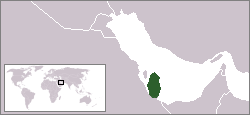
موقع قطر

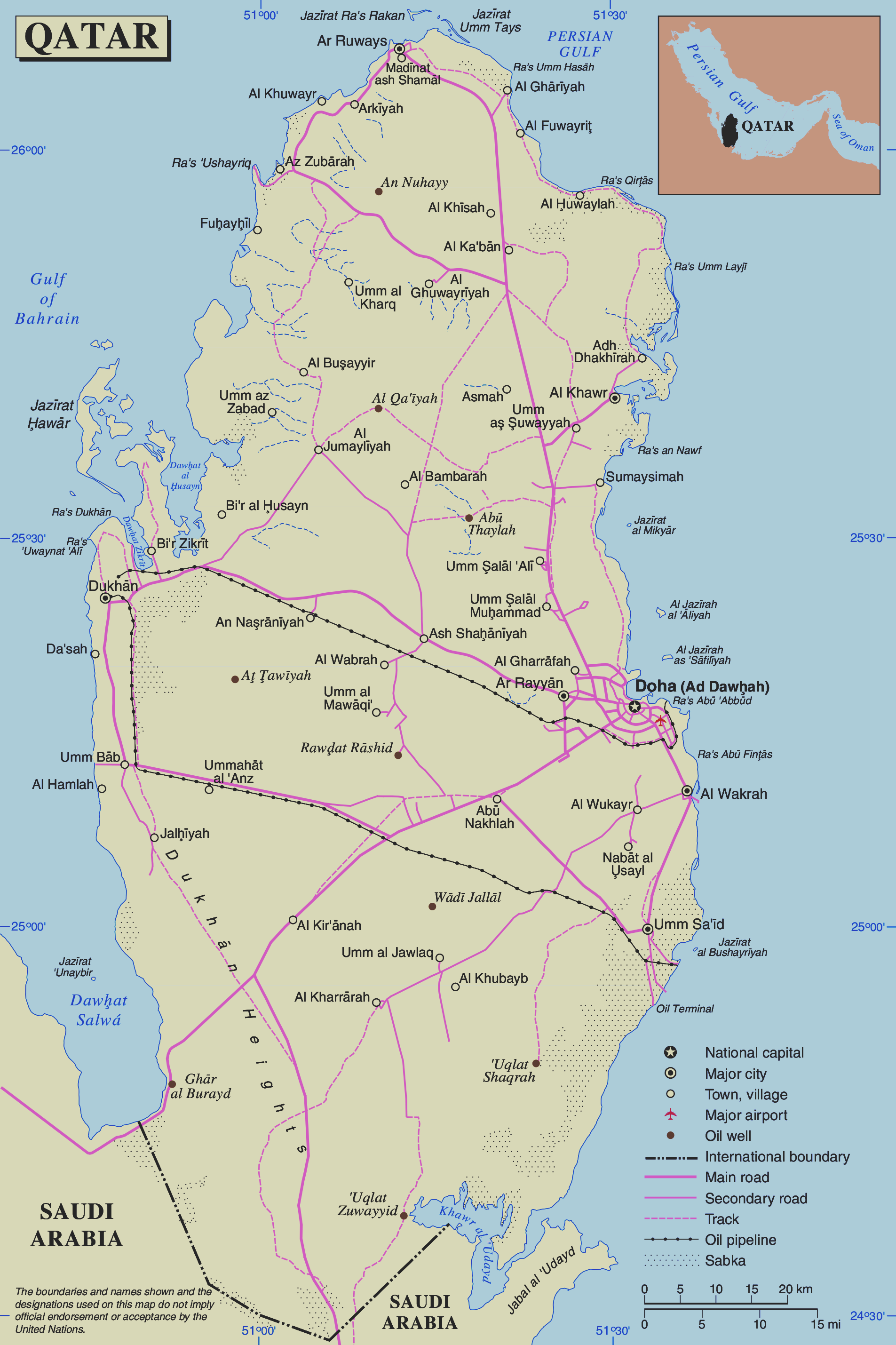
خريطة مُكبرة لدولة قطر

في هذا المخطط التالي عرض عام ودليل موضوعي لقطر:
دولة قطر – إمارة عربية ذات سيادة تقع في جنوب غرب آسيا على شبه الجزيرة القطرية البارزة من الساحل الشمالي الشرقي لشبه الجزيرة العربية الأكبر بكثير. تحدها المملكة العربية السعودية جنوباً؛ بينما يحيط الخليج العربي بالدولة.

## مرجع عام
- الاسم الشائع للدولة: قطر
- الاسم الرسمي للدولة: دولة قطر
- الاسم الرسمي للدولة بالإنجليزية: (State of Qatar)
- الجنسية: قطري
- أصل التسمية: اسم قطر
- تصنيفات قطر الدولية
- رموز الدول حسب المعيار الدولي أيزو: QA, QAT, 634
- رموز المناطق حسب المعيار الدولي أيزو: أيزو 3166-2:QA
- النطاق الأعلى في ترميز الدولة على الإنترنت: .qa

## جغرافيا قطر
جغرافيا قطر
- قطر هي: دولة
- الموقع:

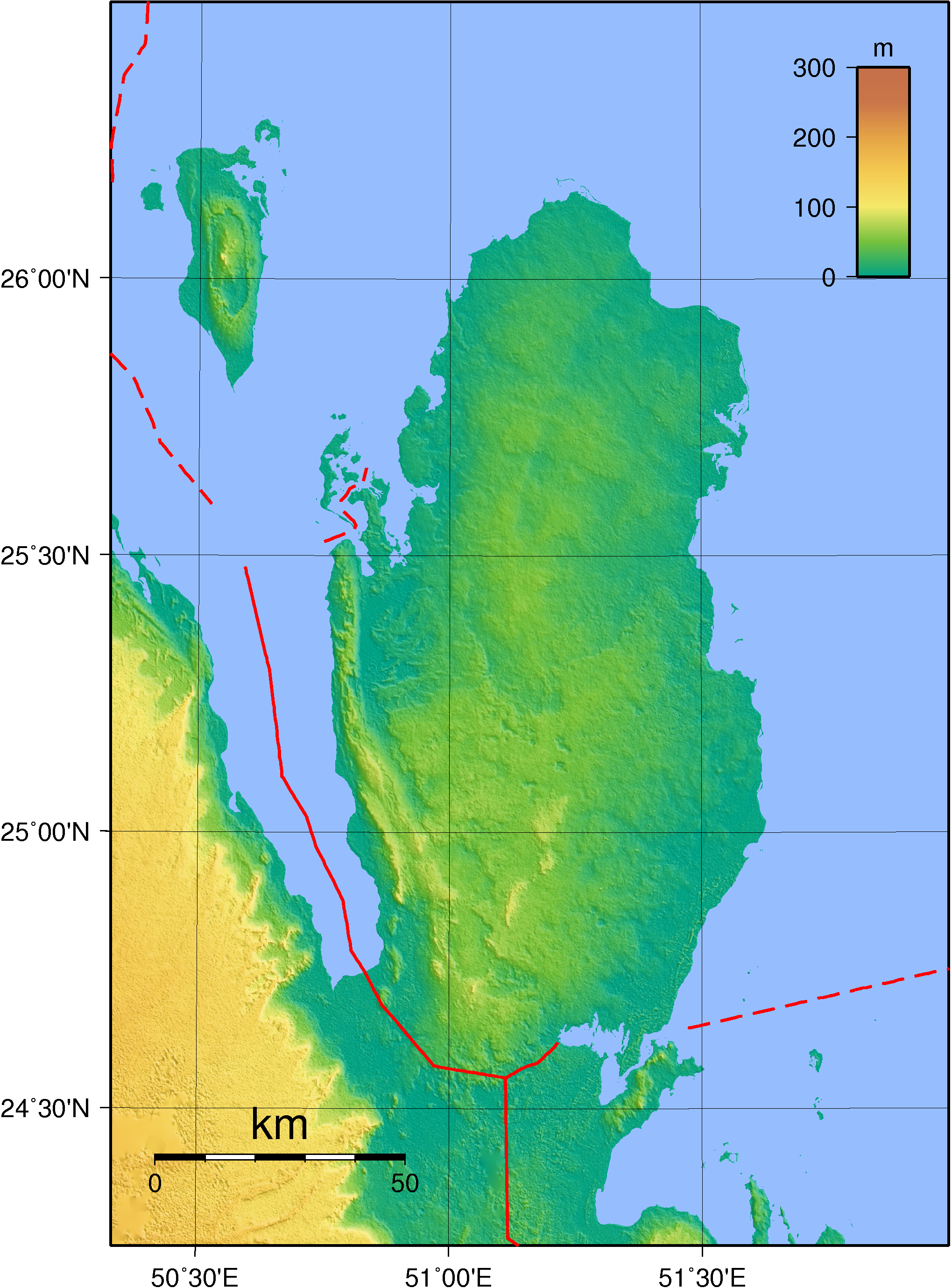
خريطة طبوغرافية لقطر

  - نصف الأرض الشمالي ونصف الأرض الشرقي
  - المحيط الهندي
    - الخليج العربي

  - أوراسيا
    - آسيا
      - جنوب غرب آسيا

  - الشرق الأوسط
    - شبه الجزيرة العربية
      - شبه الجزيرة القطرية

  - المنطقة الزمنية: ت ع م+03:00
  - نقاط البحرين القصوى
    - أعلى: قرين أبو البول 103 م (338 قدم)
    - أدنى: الخليج العربي 0 م

  - الحدود البرية: المملكة العربية السعودية 60 كم
  - الساحل: الخليج العربي 563 كم
- سكان قطر: 2,857,822 (2024)[2] - الدولة رقم 137 من حيث عدد السكان
- مساحة قطر: 11,437 كم² - الدولة رقم 158 من حيث المساحة
- أطلس قطر

### بيئة قطر
- مناخ قطر
- الطاقة المتجددة في قطر
- جيولوجيا قطر
- الغاز الطبيعي في قطر
- المحميات الطبيعية في قطر[الإنجليزية]
  - محميات المحيط الحيوي في قطر
  - *** منتزه أم تيس الوطني[الإنجليزية]
- الحياة البرية في قطر
  - نباتات قطر
  - حيوانات قطر
    - طيور قطر[الإنجليزية]
    - ثدييات قطر[الإنجليزية]

#### معالم قطر الجغرافية الطبيعية
- جزر قطر
- بحيرات قطر
  - بحيرة أسباير
- جبال قطر: لا يوجد
  - براكين قطر
- أنهار قطر
  - شلالات قطر
- وديان قطر
- مواقع التراث العالمي في قطر
  - قلعة الزبارة

### بلديات قطر
- بلديات قطر

##### مدن قطر
- مدن قطر

### التركيبة السكانية لقطر
سكان قطر